# Karim Maroc
Karim Maroc (ur. 5 marca 1958 w Hassi El Ghella) – piłkarz reprezentacji Algierii. Wystąpił na mistrzostwach świata w Hiszpanii i mistrzostwach świata w Meksyku.